# داريوس مايلز
داريوس مايلز (بالإنجليزية: Darius Miles)‏ مواليد 9 أكتوبر 1981 في بلفيل، هو لاعب كرة سلة أمريكي سابق بدأ مسيرته الاحترافية في سنة 2000. اعتزل اللعب في 2009.

## فرق لعب لها
- لوس أنجلوس كليبرز
- كليفلاند كافالييرز
- بورتلاند ترايل بلايزرز
- ميمفيس غريزليس

## روابط خارجية
- داريوس مايلز على موقع IMDb (الإنجليزية)
- داريوس مايلز على موقع قاعدة بيانات الفيلم (الإنجليزية)
- داريوس مايلز على موقع إن بي أي (الإنجليزية)
- داريوس مايلز على موقع سبورتس رفرنس (الإنجليزية)
- داريوس مايلز على موقع كرة السلة الأوروبية.كوم (الإنجليزية)
- داريوس مايلز على موقع ريلجم (الإنجليزية)
- داريوس مايلز على موقع بروبوليرز (الإنجليزية)